# Gianluca Bocchi
Gianluca Bocchi (Milano, 19 dicembre 1954) è un filosofo italiano.

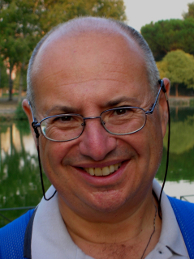
Gianluca Bocchi

È un filosofo della scienza e della storia, esperto di scienze biologiche ed evolutive, di storia globale, di storia urbana, di geopolitica, di storia delle idee, delle culture, delle lingue.
È professore ordinario di filosofia della scienza all'Università di Bergamo.
Ha fra l'altro introdotto in Italia, con Mauro Ceruti, le tematiche concernenti le scienze dei sistemi complessi e la connessa epistemologia della complessità, contribuendo altresì alla loro diffusione a livello internazionale.

## Pubblicazioni
- Disordine e costruzione. Un'interpretazione epistemologica dell'opera di Jean Piaget (con Mauro Ceruti), Milano, Feltrinelli, 1981.
- Modi di pensare postdarwiniani. Saggio sul pluralismo evolutivo (con Mauro Ceruti), Bari, Dedalo, 1984.
- La sfida della complessità (con Mauro Ceruti), Milano, Feltrinelli, 1985, (nuova edizione con nuova introduzione, Milano, Bruno Mondadori, 2007).
- Un nouveau commencement (con Edgar Morin e Mauro Ceruti), Seuil, Paris, 1991.
- L'Europa nell'era planetaria (con Edgar Morin e Mauro Ceruti), Milano, Sperling and Kupfer, 1991.
- Origini di storie (con Mauro Ceruti), Milano, Feltrinelli, 1993, ISBN 88-07-10295-1. (tr. inglese The Narrative Universe, NJ, Hampton Press; tr. spagnola El sentido de la historia, Editorial Débate, Madrid; tr. portoghese Origens e Historias, Instituto Piaget, Lisbona).
- La formazione come costruzione di nuovi mondi, Roma, Formez-Censis, 1993.
- Solidarietà o barbarie. L'Europa delle diversità contro la pulizia etnica (a cura di, con Mauro Ceruti), Milano, Raffaello Cortina, 1994.
- Le radici prime dell'Europa. Gli intrecci genetici, linguistici, storici (a cura di, con Mauro Ceruti), Milano, Bruno Mondadori, 2001.
- Origini della scrittura. Genealogie di un'invenzione (a cura di, con Mauro Ceruti), Milano, Bruno Mondadori, 2002.
- Educazione e globalizzazione (con Mauro Ceruti), Milano, Raffaello Cortina, 2004, ISBN 88-7078-865-2.
- Una e molteplice. Ripensare l'Europa (con Mauro Ceruti), Milano, Tropea, 2009.
- Le città di Berlino (con Laura Peters), Bologna, Bononia University Press, 2009.
- Le vie della formazione. Creatività, innovazione, complessità (con Francesco Varanini), Milano, Guerini, 2013.
- L'Europa globale. Epistemologie delle identità, Roma, Studium, 2014, ISBN 978-88-382-4323-3.
- Borderscaping: Imaginations and Practices of Border Making (a cura di, con Chiara Brambilla, Jussi Laine, James W. Scott), Farnham (Surrey, UK), Ashgate, 2015.
- Le frontiere della vita, Roma, Studium, 2021, ISBN 978-88-382-5018-7.